# Pittosporum terminalioides
Pittosporum terminalioides là một loài thực vật thuộc họ Pittosporaceae. Đây là loài đặc hữu của Hoa Kỳ. Chúng hiện đang bị đe dọa vì mất môi trường sống.